# Dicromato de potasio
El anión de dicromato Cr2O7 2 es una sal del hipotético ácido dicrómico, H2Cr2O7 (este ácido como tal sustancia no es estable). Se trata de una sustancia de color intenso anaranjado. Es un oxidante fuerte. En contacto con sustancias orgánicas puede provocar incendios.

## Síntesis
El dicromato de potasio se obtiene a partir del cromato de potasio acidulando la disolución correspondiente:
{\displaystyle 2\mathrm {K} _{2}\mathrm {Cr} \mathrm {O} _{4}+\mathrm {H} _{2}\mathrm {SO} _{4}\rightarrow \mathrm {K} _{2}\mathrm {SO} _{4}+\mathrm {K} _{2}\mathrm {Cr} _{2}\mathrm {O} _{7}+\mathrm {H} _{2}\mathrm {O} }
También se puede obtener por intercambio del catión a partir del dicromato de sodio y cloruro de potasio:
{\displaystyle \mathrm {Na} _{2}\mathrm {Cr} _{2}\mathrm {O} _{7}+2\mathrm {KCl} \rightarrow 2\mathrm {NaCl} +\mathrm {K} _{2}\mathrm {Cr} _{2}\mathrm {O} _{7}}

## Reacciones
Esta reacción se utiliza a veces para la determinación cualitativa del cromo(VI).
En presencia de iones de bario o de plomo(II) en disolución neutra o ligeramente ácida precipitan los cromatos correspondientes en forma de sólidos amarillos. Ambos se disuelven en ácidos fuertes, el cromato de plomo también en presencia de bases fuertes. Estas sustancias se utilizan como pigmentos en algunas pinturas amarillas.
En disolución ácida y presencia de cloruros se forma el anión ClCrO4- que puede cristalizar en forma de su sal potásica. Calentándolo con ácido clorhídrico concentrado se forma cloruro de cromilo (Cl2CrO4), una sustancia anaranjada molecular que puede ser destilada de la mezcla de reacción.

## Aplicaciones
El dicromato de potasio se utiliza en galvanotecnia para cromar otros metales, en la fabricación del cuero, en la fabricación de pigmentos, como reactivo en la industria química, para recubrimientos anticorrosivos de cinc y de magnesio y en algunos preparados de protección de madera.
También está presente en los antiguos aparatos para hacer pruebas de alcoholemia (alcoholímetros), donde oxida al etanol del aire espirado a aldehído.
En química analítica se utiliza para determinar la demanda química de oxígeno (DQO) en muestras de agua.
Históricamente importante es la reacción del dicromato de potasio con anilina impura que utilizó William Perkin en la síntesis de la mauveína (del francés mauve,  malva o púrpura), el primer colorante artificial. Esta reacción fue una de las primeras síntesis orgánicas industriales.

## Toxicidad
El dicromato de potasio es tóxico. En contacto con la piel produce sensibilización y puede provocar alergias. 
Al igual que los cromatos, los dicromatos son cancerígenos. En el cuerpo son confundidos por los canales iónicos con el sulfato y pueden llegar así hasta el núcleo de la célula. Allí son reducidos por la materia orgánica presente y el cromo(III) formado ataca a la molécula de ADN.
Los residuos que contienen dicromato de potasio se pueden tratar con sulfato de hierro(II)(FeSO4). Este reduce el cromo(VI) a cromo(III) que precipita como hidróxido o como óxido.
Se utiliza en la realización de copias fotográficas, en la técnica denominada 
goma bicromatada, inventada en 1839, y muy empleada por el movimiento fotográfico llamado pictorialista hasta 1950.